# 公訴事実
公訴事実（こうそじじつ）とは、一度の訴訟において、起訴状に訴因として明示して記載しなければならない犯罪事実のことである。

## 概説
刑事訴訟法256条3項によると、起訴状には、できる限り日時や場所、方法など、罪となる事実を特定して記載しなければならない。それは、被告人が十分に準備して訴追に臨み、自らを防御しなければならないからである。そのために、訴追対象を明確にする必要があるのである。
注意しなければならないのは、公訴事実とは、裁判所が認めた確定的犯罪事実ではないということである。起訴状には被告人が犯したと思われる犯罪の内容が記されているだけであって、その立証責任は検察官の側に存在する。